# Métairie

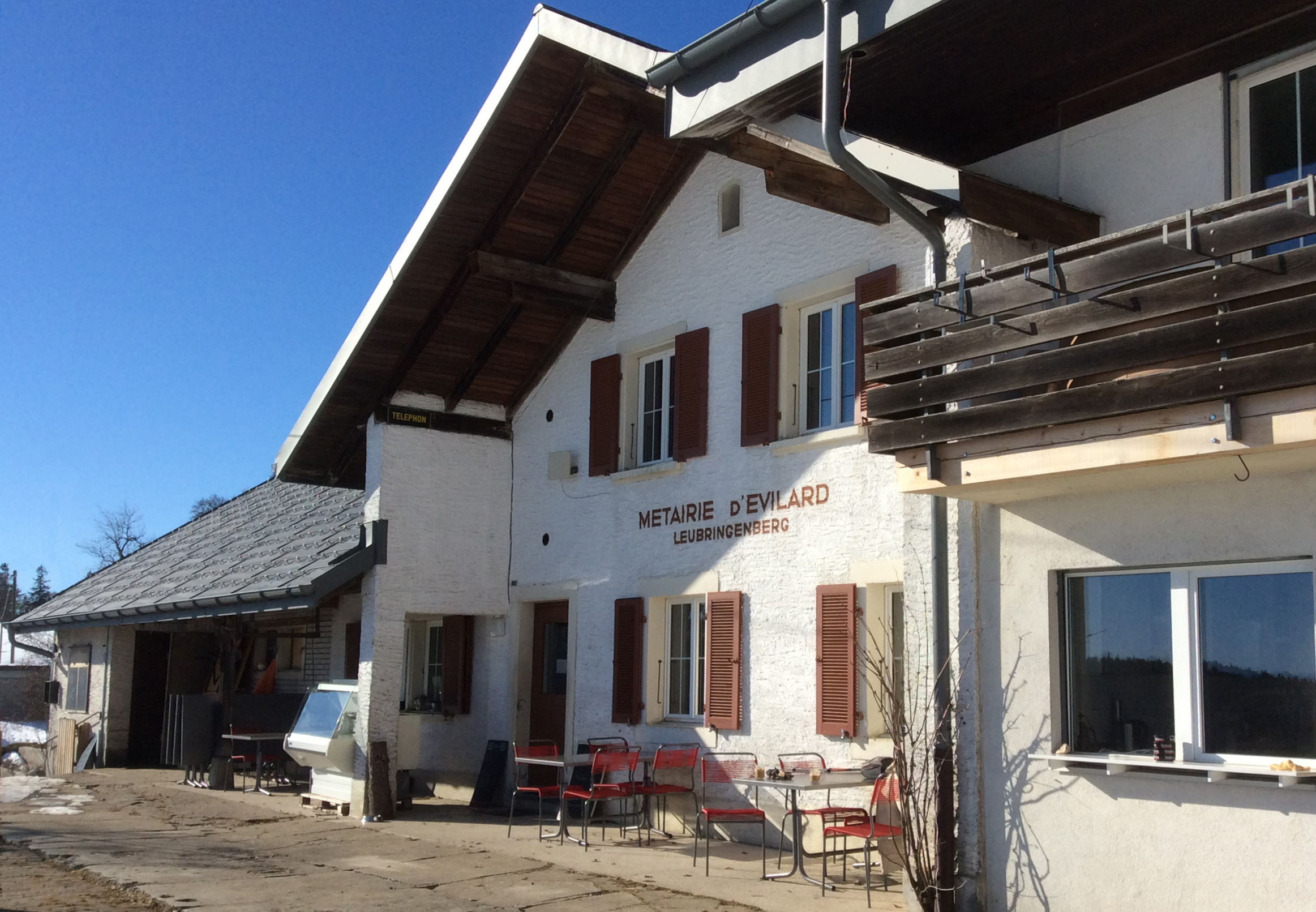
Métairie d'Evilard (Les Prés d'Orvin)

Der Begriff Métairie bezeichnet Bauernhöfe mit Gaststätten, die die Höhenzüge des Schweizer Juras säumen, insbesondere in der Region des Berner Juras, aber auch in den Neuenburger Bergen und im Kanton Jura.
Eine Métairie ist ein abgelegener Bergbauernhof, der einen Restaurantbetrieb anbietet. In der Regel wird das Restaurant einer Métairie von der Bauernfamilie neben dem landwirtschaftlichen Betrieb geführt, stellt aber nicht ihre Hauptbeschäftigung dar.
2023 wurden die Métairies in die Liste lebendiger Traditionen des Bundesamts für Kultur BAK aufgenommen.
Ursprünglich wurden die Métairies von den Bürgerschaften nahe gelegener Gemeinden auf den Bergen errichtet, um das Vieh für den Sommer dorthin bringen zu können. Eine oder mehrere Personen verbrachten die Sommermonate dort, um sich um das Vieh zu kümmern. Im Frankreich des 12. Jahrhunderts waren die Pächter verpflichtet, die Hälfte der Einkünfte des von ihnen bewirtschafteten Landgutes an den Eigentümer abzuliefern. Es ist möglich, dass das Wort Farmpächter oder Naturalpächter (frz. Métayer) im Schweizer Jura den Begriff Métairie hervorgebracht hat, ein Begriff, der insbesondere in der Region Chasseral verwendet wird. Die Gemeinden, denen die Güter gehörten, gaben ihnen oft ihren Namen, wie z. B. Métairie de Gléresse, Métairie de Nidau, Métairie de Prêles oder Métairie d'Aarberg. Namensgeber waren aber auch lokale Besonderheiten, wie die Métairie de Pierrefeu, welche noch heute im Besitz der Burgergemeinde Biel ist, auf Grund der reichlich vorhandenen Feuersteine in der Umgebung.
Heute gibt es noch viele Métairies, die aktiv bewirtschaftet werden. Die angebotenen Menüs reichen von lokal produziertem Käse über Rösti bis hin zum Fondue. Es gibt mehrere Führer, in denen die Métairies zusammengefasst sind. Sie sind vor allem bei den Tourismusbüros der Region erhältlich.